# セント・ジェームズ・パーク (ロンドン)
セント・ジェームズ・パーク(英語: St James's Park)はロンドン中央部、シティ・オブ・ウェストミンスターにある23ヘクタールの公園である。この公園は小ヤコブ(英語では聖ジェームズとなる)に捧げられたハンセン病療養所にちなんで名づけられたセント・ジェームズ地域の最南端にある。セント・ジェームズ・パークはロンドン中央部にある公園群の中でも一番東側にあるもので、ここから西側へグリーン・パーク、ハイド・パーク、ケンジントン・ガーデンズがほぼ切れ目なくつながっている。
セント・ジェームズ・パークの西側にはバッキンガム宮殿が、北側にはザ・マルが、東側にはホース・ガーズが、南側にはバードケイジ・ウォークがある。中央部にヴィクトリア・メモリアルを擁するクイーンズ・ガーデンズのところでグリーン・パークと接しており、この記念塔の向かいにはバッキンガム宮殿の入り口がある。セント・ジェームズ宮殿はザ・マルをはさんで向かい側にある。一番近いロンドン地下鉄の駅はセント・ジェームズ・パーク駅、グリーン・パーク駅、ヴィクトリア駅、ウェストミンスター駅である。
セント・ジェームズ・パークはイギリス指定公園・庭園登録制度におけるグレード1登録公園である。

## 特徴
セント・ジェームズ・パークには小さな湖であるセント・ジェームズ湖があり、ウェスト島とダック島のふたつの島が浮かんでいる。後者の島の名前はこの湖の水辺に住むカモからつけられた。1664年にロシアの大使からチャールズ2世にペリカンが贈られており、それ以来ペリカンのコロニーが湖の大きな特色になっている。ペリカンの翼はほとんど刈り込みしてあるが、食べ物めあてにロンドン動物園まで飛んでいくペリカンが目撃されたこともある。湖にかかるブルー・ブリッジを中心にすると、西側には木立に囲まれたバッキンガム宮殿がある。東側にはダック島の北にスワイア噴水があり、湖の向こうにはホース・ガーズ・パレードのグラウンドやホース・ガーズ、旧戦争省、ホワイトホール・コートなどが後ろに見える。ダック島の南にはペリカン・ロックにティファニー噴水があり、湖の向こうに外務・英連邦省、ロンドン・アイ、シェル・タワー、ザ・シャードがある。公園には大きな砂場のついた子ども用の遊び場もある。

## 来歴
1532年にヘンリー8世はイートン・カレッジからタイバーン川が流れてくる沼沢地一帯を購入した。トマス・ウルジー枢機卿からヘンリー8世が買収したヨーク・プレイスの西側の地域だった。その後、ホワイトホールと改称されることになるヨーク・プレイスを王にふさわしい邸宅にするための土地購入であった。1603年にジェームズ1世がイングランド王として即位するにあたり、公園の排水と造園が命じられ、ラクダ、ワニ、ゾウといったエキゾチックな動物はこの公園に、鳥のほうは鳥類園で飼われることになった。
イングランド共和国時代、チャールズ2世はフランスに亡命していたが、その際チャールズはフランスの王宮が備える手の込んだ庭園に感銘を受け、即位後におそらくフランスの造園家アンドレ・モレを雇ってもっと整形されたスタイルの庭園になるよう再設計させた。古い設計図からわかるように、775メートル×38メートルの運河が創られた。王は公園を大衆に開放し、賓客やネル・グウィンのような愛人をもてなすためにも使用した。この頃の公園は、第2代ロチェスター伯ジョン・ウィルモットが詩「セント・ジェームズ・パークでの散策」("A Ramble in St James's Park")で書いているような、行きずりのセックスを求める出会いの場所として悪名を馳せるようになった。
17世紀末から18世紀初頭になると、公園で牝牛が放牧され、ザカリアス・コンラッド・フォン・ウッフェンバッハが1710年に記しているように、「ラクタリアン」で新鮮な牛乳が買えるようになった。18世紀にはさらなる変化があり、ホース・ガーズ・パレードのために運河の一部が干拓され、1761年には王妃となるシャーロット・オブ・メクレンバーグ＝ストレリッツが使うため、ザ・マルの西の端に現在のバッキンガム宮殿にあたるバッキンガム・ハウスが購入された。
1826–27年の間に、のちにジョージ4世となる摂政王太子ジョージの依頼でさらなる改築が行われ、これは建築家で造園家のジョン・ナッシュが監督した。運河はもっと自然な形状の湖になり、整形された大きな通りは新しくロマン主義ふうの趣味にあったうねる小径に変更された。同時にバッキンガム・ハウスが宮殿を作るため拡張され、入り口にはマーブル・アーチが作られる一方、ザ・マルは大きな行列用の道になった。60年後の1887年に一般人の通行ができるようになった。マーブル・アーチは1851年にオックスフォード・ストリートとパーク・レーンの交差点にある現在の場所に移され、1906年から1924年の間にヴィクトリア・メモリアルが建設された。

## 作品への登場
- ニール・ゲイマンとテリー・プラチェットの作品『グッド・オーメンズ』(1990)では、天使アジラフェールと悪魔クロウリーがよくセント・ジェームズ・パークに来てカモにえさをやっている。

## ギャラリー

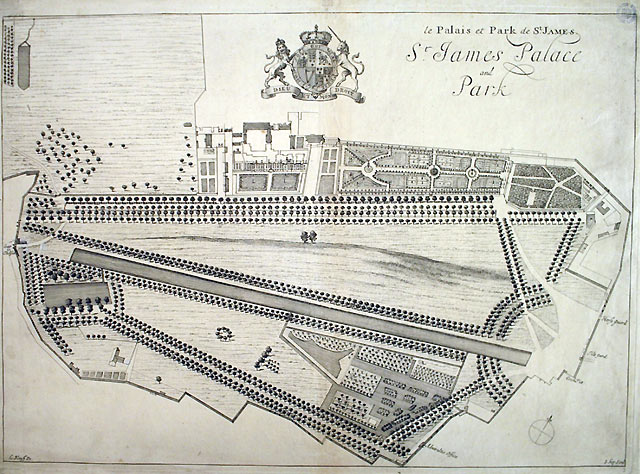
アンドレ・モレによるチャールズ2世の時代の公園設計図。18世紀から19世紀の改築では、この設計図に見えるまっすぐな運河からもっと自然な形の湖が作られ、東側はホース・ガーズ・パレードのため土が盛られた。
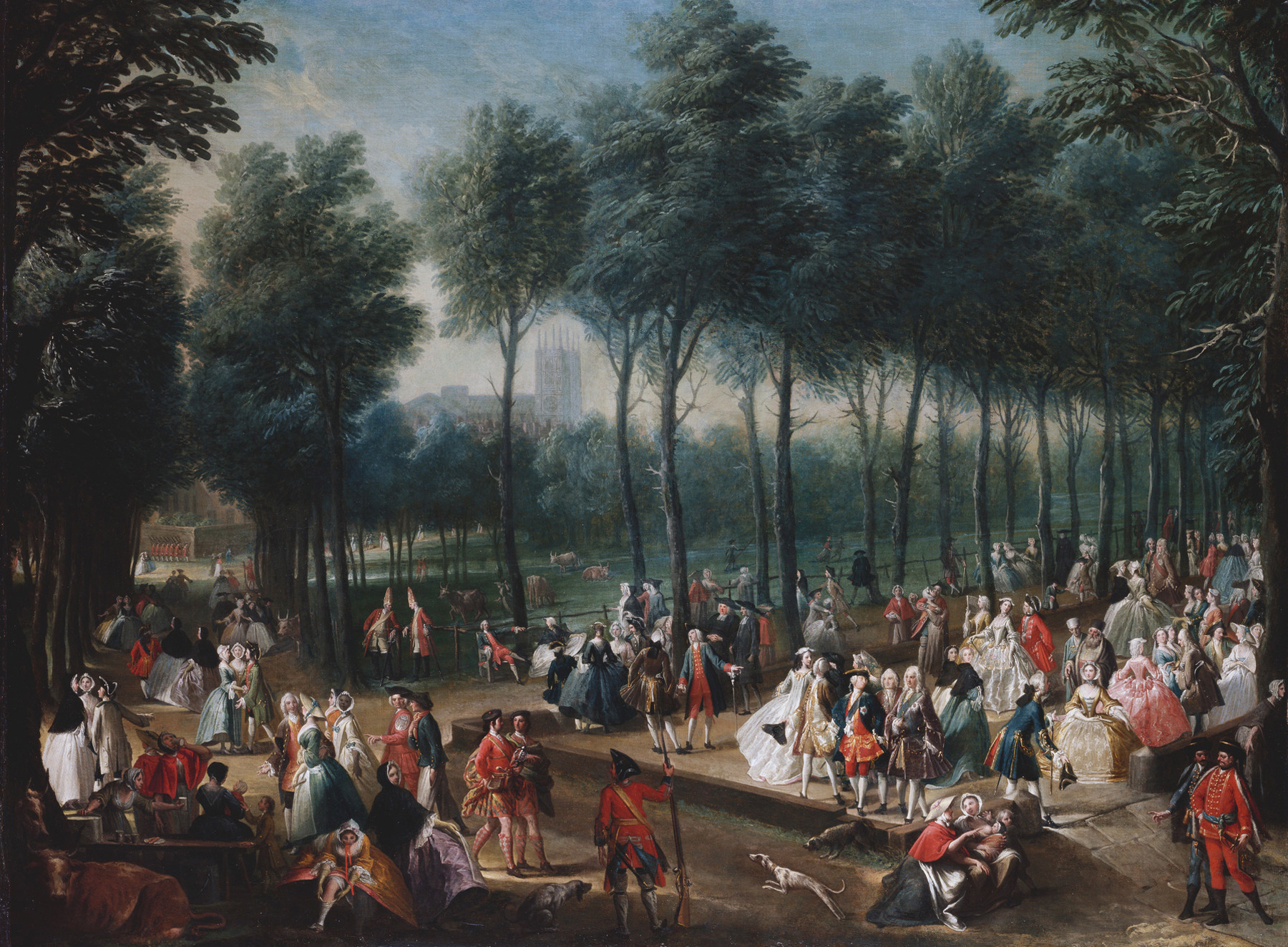
1745年頃にセント・ジェームズ・パークに集まるファッショナブルな人々。
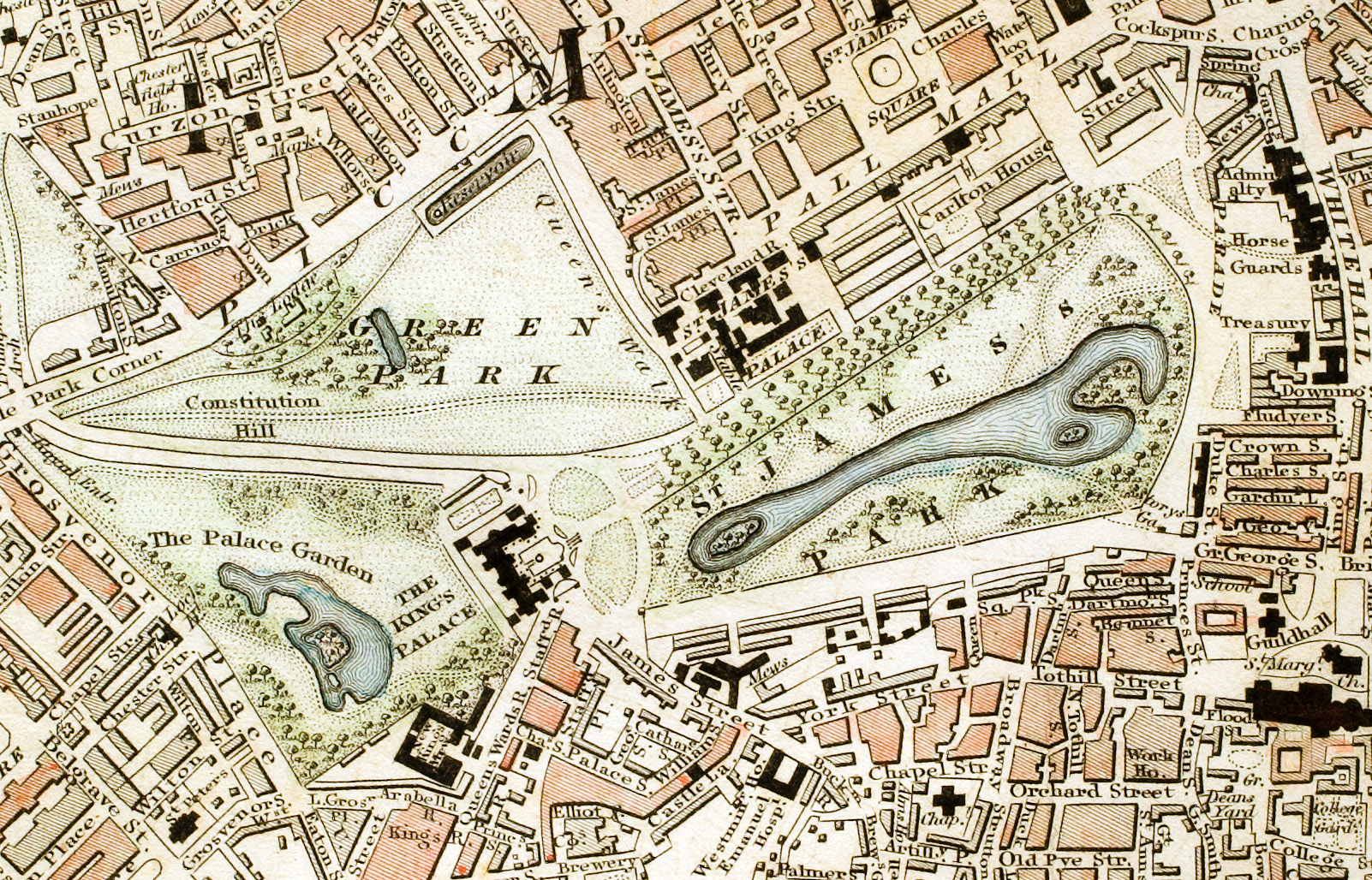
1833年頃のグリーン・パークとセント・ジェームズ・パーク。
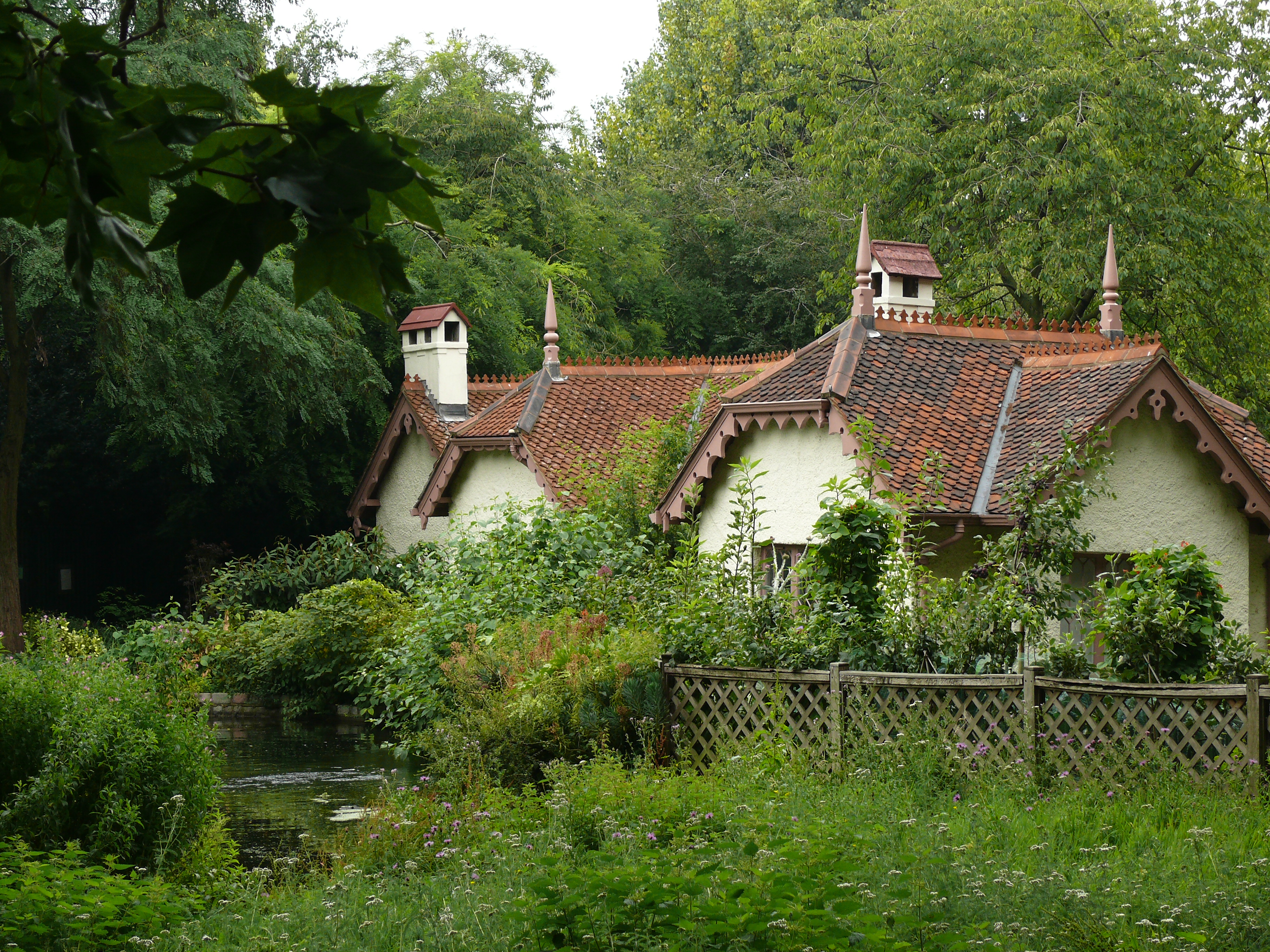
ダック島のコテージ。
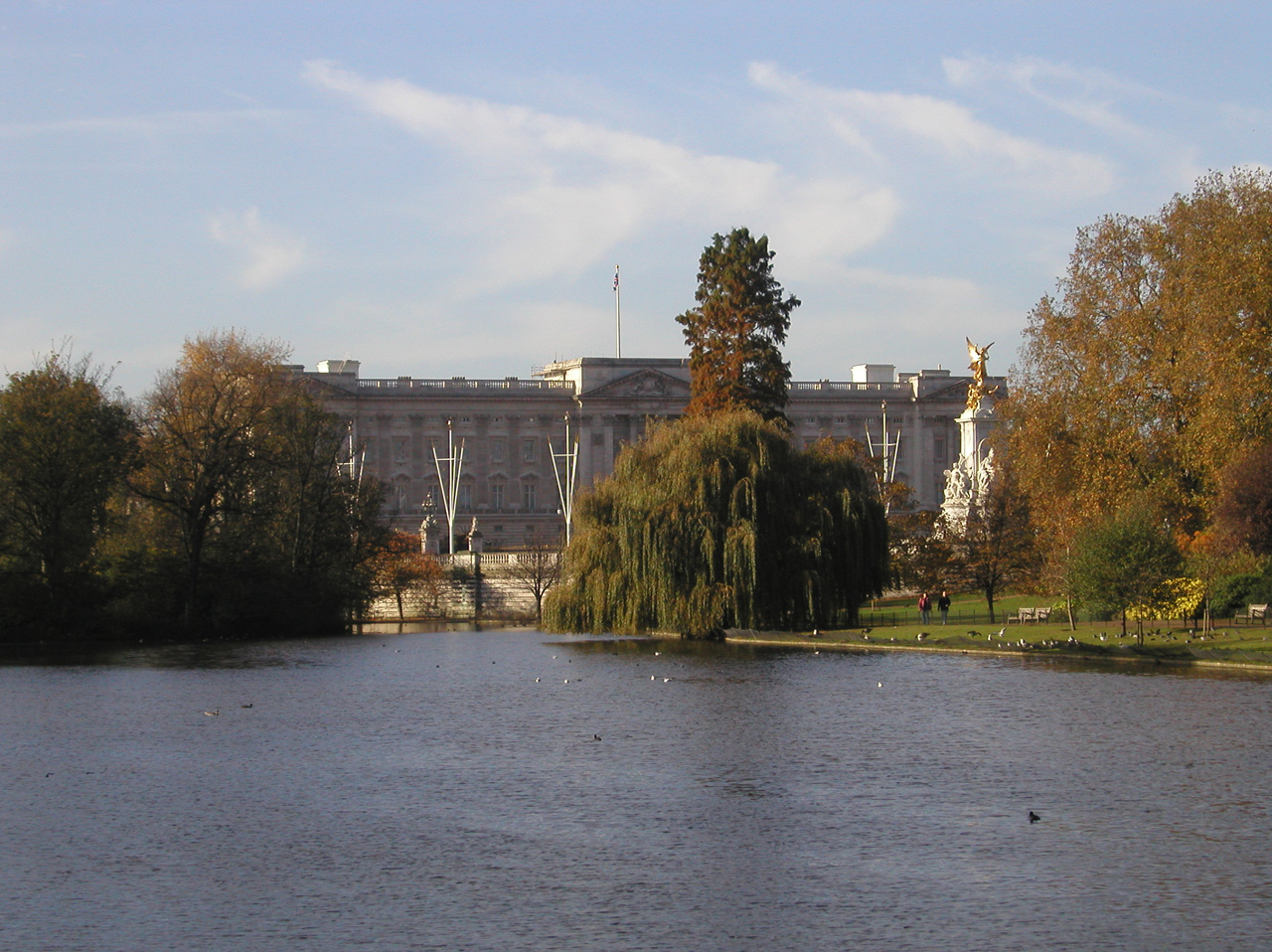
セント・ジェームズ・パークの湖から北側の眺め。後ろにバッキンガム宮殿が見える。